# Lotto-Belisol Ladiesteam/2007
Deze pagina geeft een overzicht van Lotto-Belisol Ladiesteam in 2007.

## Ladies Team
| Naam                   | Geboortedatum | Nationaliteit |
| ---------------------- | ------------- | ------------- |
| Ine Beyen              | 01-05-1987    | België        |
| Lien Beyen             | 14-11-1985    | België        |
| Tammy Boyd             | 13-02-1980    | Nieuw-Zeeland |
| Martine Bras           | 17-05-1978    | Nederland     |
| Sara Carrigan          | 07-09-1980    | Australië     |
| Jenifer De Merlier     | 11-12-1989    | België        |
| Liesbet De Vocht       | 05-01-1979    | België        |
| Sofie De Vuist         | 02-04-1987    | België        |
| Lieselot Decroix       | 12-08-1987    | België        |
| Catherine Delfosse     | 11-06-1981    | België        |
| Elise Depoorter        | 09-02-1988    | België        |
| Siobhan Dervan         | 22-12-1978    | Ierland       |
| Denise D'Hamecourt     | 07-06-1988    | Nederland     |
| Kelly Druyts           | 21-10-1989    | België        |
| Yolandi Du Toit        | 03-06-1985    | Zuid-Afrika   |
| Jurrina Duprez         | 23-08-1991    | België        |
| Corine Hierckens       | 30-05-1982    | België        |
| Lien Lanssens          | 01-02-1989    | België        |
| Natalia Llaca          | 07-04-1982    | Mexico        |
| Kim Schoonbaert        | 02-03-1986    | België        |
| Nana Steenssens        | 28-10-1974    | België        |
| Arien Torsius          | 03-04-1987    | Zuid-Afrika   |
| Annelies Van Doorslaer | 15-01-1989    | België        |
| Laura Van Geyt         | 27-12-1991    | België        |
| Grace Verbeke          | 12-11-1984    | België        |
| Evi Verstraete         | 05-08-1991    | België        |
| Kathy Watt             | 11-09-1964    | Australië     |
| Hayley Wright          | 16-12-1987    | Australië     |

## Overwinningen

### Weg
| Tour of New Zealand 5e etappe: Sara Carrigan Evergem Sofie De Vuyst Hoogstraten Kelly Druyts GP Stad Roeselare Martine Bras Oceania Games Kathy Watt Tour de Perth 1e etappe: Kathy Watt 2e etappe: Kathy Watt 3e etappe: Kathy Watt 4e etappe: Kathy Watt Eindklassement: Kathy Watt Montenaken Grace Verbeke Merchtem Martine Bras Nationale kampioenschappen wielrennen Ierland: Siobhan Dervan Ardooie Catherine Delfosse Kontich Liesbet De Vocht | Olen Liesbet De Vocht Pan Afrikaanse Spelen Yolandi Du Toit Arendonk Martine Bras Flobecq Liesbet De Vocht Aalst Martine Bras Nationale Sluitingsprijs Liesbet De Vocht Erodegem Corine Hierckens Zingen Sofie De Vuyst Brasschaat Martine Bras Holland Ladies Tour 5e etappe: Martine Bras Tour of Bright 2e etappe: Kathy Watt |

### Piste
Belgisch kampioenschap baanwielrennen
Achtervolging: Kelly Druyts
Keirin: Kelly Druyts
Ploegsprint Kelly Druyts en Jenifer De Merlier
Puntenkoers: Kelly Druyts
2006 · 2007 · 2008 · 2009 · 2010 · 2011 · 2012 · 2013 · 2014 · 2015 · 2016 · 2017 · 2018 · 2019 · 2020 · 2021 · 2022 · 2023 · 2024